# Urnalana haematosticta
Urnalana haematosticta is een krabbensoort uit de familie van de Leucosiidae. De wetenschappelijke naam van de soort is voor het eerst geldig gepubliceerd in 1849 door Adams & White.